# Лебешев, Тимофей Павлович
Тимофе́й Па́влович Ле́бешев (20 февраля 1905 — 1 августа 1981) — советский кинооператор. Заслуженный деятель искусств РСФСР (1965), заслуженный деятель искусств Бурятской АССР (1976).

## Биография
Родился в Баку (ныне — столица Азербайджана) в семье управляющего в Товариществе нефтяного производства братьев Нобель. В период 1925—1926 годов работал культработником, техником-учётчиком.
После окончания в 1931 году Государственного техникума кинематографии работал в кинофотообъединении «Союзкино» и затем на студии «Мостехфильм», с 1934 года — на «Мосфильме».
Был вторым оператором на картине «Партийный билет» (1936) и «Честь» (1938), «Родные поля» (1944), «Сказание о земле Сибирской» (1947), «Кубанские казаки» (1950). В последующем выступал как оператор-постановщик. Соавтор многих фильмов кинорежиссёра Владимира Басова. Автор сюжетов киножурнала «Фитиль» — № 148 «Наглядный урок» (1970) и № 150 «Начнём новую жизнь» (1975).
Член Союза кинематографистов СССР.
Скончался 1 августа 1981 года.

### Семья
Сын — Павел Лебешев, советский российский оператор.

## Фильмография
- 1939 — Девушка с характером
- 1941 — Два друга
- 1941 — Мы ждём вас с победой (совместно с К. Кузнецовым)
- 1943 — Одна семья (совместно с А. Измайловым, А. Атакшиевым)
- 1946 — Освобождённая земля
- 1953 — Застава в горах
- 1954 — Школа мужества
- 1955 — Крушение эмирата
- 1956 — Первые радости
- 1957 — Необыкновенное лето
- 1957 — Случай на шахте восемь
- 1959 — Жестокость
- 1960 — Мичман Панин
- 1961 — Девчата
- 1962 — Яблоко раздора
- 1963 — Тишина
- 1964 — Хоккеисты
- 1968 — Щит и меч
- 1970 — О друзьях-товарищах
- 1971 — Седьмое небо
- 1973 — Человек в штатском
- 1976 — Видимость ноль (телевизионный)
- 1976 — Три солнца
- 1979 — Взрослый сын (совместно с В. Абрамовым)

## Звания и награды
- Заслуженный деятель искусств РСФСР (26 ноября 1965) — за заслуги в области советского киноискусства[7];
- медаль «За трудовую доблесть» (12 апреля 1974) — за заслуги в развитии советской кинематографии и активное участие в коммунистическом воспитании трудящихся[8];
- заслуженный деятель искусств Бурятской АССР (1976)[3].